# Torpex

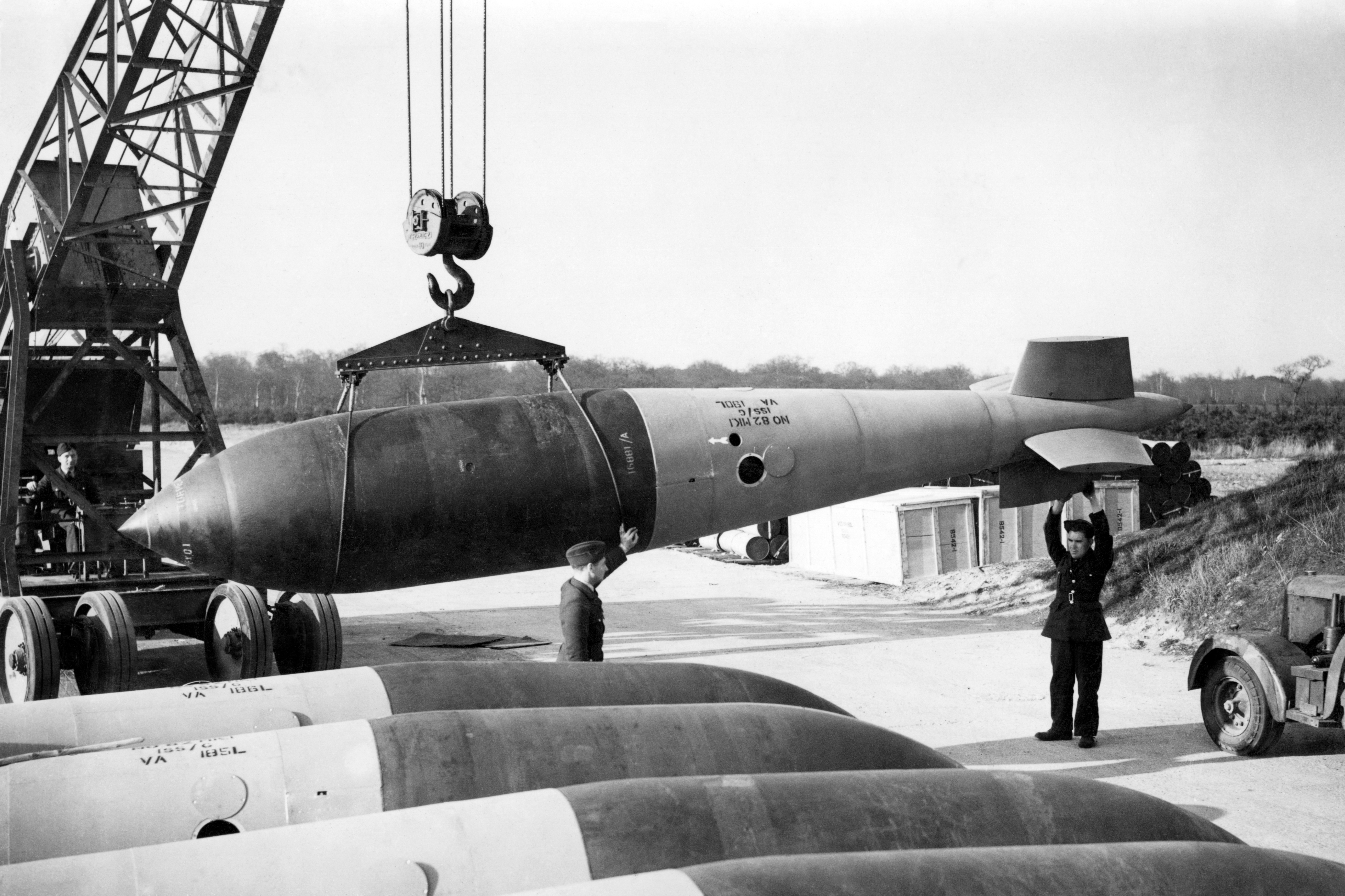
Une bombe Grand Slam de dix tonnes ; une des bombes qui utilise du torpex.

Le torpex (contraction de « torpedo explosive ») est un explosif qui est, à masse égale, 50 % plus puissant que le TNT. Composé de RDX (à 42 %), de TNT (à 40 %) et de poudre d'aluminium (18 %), il a été utilisé durant la Seconde Guerre mondiale à partir de la fin de 1942, notamment pour renforcer l'effet des grenades anti-sous-marines.
L'invention et l'utilisation du torpex comme nouvel explosif, remplaçant le TNT, des torpilles américaines, permirent notamment  de couler, lors de l'opération Ten-Gō, le cuirassé japonais Yamato, navire éponyme de la classe Yamato, plus gros cuirassé de la Seconde Guerre mondiale, muni d'un blindage de 409 mm conçu pour résister aux torpilles au TNT américaines de l'époque.
Son nom est lié à son développement initial aux Waltham Abbey Royal Gunpowder Mills (en) pour des torpilles.